# District de Yuwangtai
Le district de Yuwangtai (禹王台区 ; pinyin : Yǔwángtái Qū) est une subdivision administrative de la province du Henan en Chine. Il est placé sous la juridiction de la ville-préfecture de Kaifeng.